# Facundo Regnicolo
Facundo Nicolás Regnicolo Sardi (* 16. Juni 1997 in Montevideo) ist ein uruguayischer Fußballspieler.

## Karriere
Der 1,76 Meter große Mittelfeldakteur Regnicolo wechselte Anfang März 2017 von den Montevideo Wanderers zum uruguayischen Zweitligisten Huracán Football Club. Dort debütierte er am 6. März 2017 in der Segunda División, als er bei der 0:2-Auswärtsniederlage gegen die Mannschaft des Tacuarembó FC im Estadio Raúl Saturnino Goyenola von Trainer Javier De León in die Startelf beordert wurde. In der laufenden Saison 2017 kam er bislang (Stand: 19. August 2017) zwölfmal (kein Tor) in der zweithöchsten uruguayischen Spielklasse zum Einsatz.